# Rösslerhof
Der Rösslerhof, auch Rößlerhof, ist ein Hof in der Gemeinde Schlier im Landkreis Ravensburg.

## Geschichte
1094 erhielt das Benediktinerkloster in Weingarten von Welf IV. die Rechte für Holzschlag und das Weiden von Schweinen. Diese Rechte wurden 1153 durch Kaiser Friedrich I. bestätigt und um das Recht von Rodungen erweitert. Damit wurden die Grundlagen u. a. für den heutigen Rösslerhof geschaffen.
In einer Urkunde aus dem Jahr 1274 wird unter dem Besitztürmern des Klosters ein Praedium Grindeln aufgeführt. 1296 wird zum ersten Mal in den Einkünften des Klosters das Gut Grindeln aufgeführt. Der Hof war damals ein Lehen des Klosters zum Nießbrauch auf Lebenszeit überlassen und in der Regel an den Sohn weiter gegeben worden. Für den Hof und den nebenan liegenden ebenfalls bewirtschafteten Weiher gingen damals 6 Gulden, 6 Viertel Hafer und ein Fastnachtshuhn an das Kloster.
Im 16. Jahrhundert taucht neben Namen Grindeln erstmals der Name Rößlerhof und Rößlerweiher auf. Der Name geht auf das Wort Resler oder Resen zurück, womit damals flache Weiher bezeichnet wurden, denen Flachs oder Hanf vor dem Brechen eingeweicht wurden. Der im Rößlerweiher eingeweichte Hanf wurde im nahegelegenen Kehrenberg verarbeitet.
Im 17. Jahrhundert ist der Rösslerhof Sitz des Amtmanns des Klosteramts und weiterhin Lehen des Klosters. 1734 erfolgte vermutlich ein Neubau bzw. Wiederaufbau des Wohnhauses.
Im Zuge der Säkularisierung wurde das Kloster in Weingarten 1803 aufgelöst. Am 12. Juni 1812 fand auf dem Rösslerhof die erste Gerichtssitzung bzw. Gemeinderatssitzung der an dem Tag gegründeten Gemeinde Schlier statt. 1824 bis 1825 war der Bauer, welcher damals den Rösslerhof bewirtschaftete (Fürst) Schultheiß der Gemeinde. 1836 hatte der Hof 6 Bewohner und eine Schildwirtschaft. Um 1900 wurde der Hof vom damaligen Betreiber modernisiert und floriert. 1921 wird der Hof von einem Finkabesitzer aus Guatemala, Richard Gregg, erworben, der ihn kurze Zeit später auf Grund der wirtschaftlichen Probleme in den 1920er-Jahren weiter veräußern wollte. Mangels Genehmigung von der Amtskörperschaft scheitert der Verkauf.
Nach der Wiederbesiedelung des Klosters in Weingarten durch die Benediktinern im März 1922, geht von den dortigen Mönchen großes Interesse aus, den Rösslerhof zu erwerben. Mit politischer Unterstützung gelingt diesen der Kauf den Hof zum Preis von 40.000 Goldmark oder 3 Millionen Papiermark. Der Hof mit 50 ha Land wird anschließend von den Mönchen unter der Leitung von Pater Columban für die Ernährung der Klosterangehörigen bewirtschaftet. In den 1920er-, 1950er- und 1970er-Jahren wurde viel investiert. Ab Mitte der 1970er fehlt Nachwuchs und der Betrieb des Hofes gerät in wirtschaftlicher Schieflage. Für sein vorbildliches Engagement auch in Zusammenarbeit mit dem Landwirtschaftsamt bekam Pater Columban Buhl 1977 die Staatsmedaille Baden-Württembergs in Silber verliehen. Eine Sanierung 1979 bis 1981 war ohne Erfolg.

### Heutige Bewirtschaftung
1981 verpachtet das Kloster den Hof an Sabine und Albert Batzill. Diese stellten den Betrieb auf auf organisch-biologische Wirtschaftsweise um und bauen den Hof Stück für wieder auf. Als der erste Bio-Betrieb im Landkreis Ravensburg und einer der Pionierbetriebe in Europa strukturieren sie den Betrieb um und bauen eine eigene Vermarktung auf. Zu den 60 ha eigenes Land kommen 40 ha Pachtland dazu. 1998 erfolgt ein Pächterwechsel. Bis 2003 wächst der weiter als Biolandhof bewirtschaftete Hof auf eine Gesamtgröße von 130 ha und erzeugt 450.000 kg Milch im Jahr. Nach der Schließung des Klosters in Weingarten kauften die vormaligen Pächter den Rösslerhof und führen ihn seither selbst.